# Bédouès
Bédouès este o comună în departamentul Lozère din sudul Franței. În 2009 avea o populație de 291 de locuitori.

## Evoluția populației
| An        | 1975 | 1982 | 1990 | 1999 | 2006 | 2009 |
| --------- | ---- | ---- | ---- | ---- | ---- | ---- |
| Populație | 156  | 177  | 194  | 299  | 314  | 291  |